# Mirosław Ośko
Mirosław Ośko (ur. 17 kwietnia 1988 w Olsztynie) – polski piłkarz ręczny, grający na pozycji rozgrywającego. Zawodnik Travelandu Olsztyn, w sezonie 2008/2009 wypożyczony do zespołu MKS Jurand Ciechanów.
Swoją karierę sportową rozpoczął w klubie UKS Szczypiorniak Olsztyn. W sezonach 2005/2006 oraz 2006/2007 był zawodnikiem MKS Truso Elbląg, z którym zdobył Wicemistrzostwo Polski Juniorów w 2006 roku. Od lipca 2007 roku jest zawodnikiem Travelandu Olsztyn. Od września 2007 roku do stycznia 2008 był wypożyczony do zespołu AZS UWM Szczypiorniak Olsztyn. Aktualnie, od stycznia 2008, reprezentuje barwy 1. ligowego Juranda Ciechanów.